# المؤمل بن أميل المحاربي
المؤمل بن أميل بن أسيد المحاربي، من بنو محارب بن خصفة بن قيس بن عيلان بن مضر.

## نبذة
شاعر كوفي من مخضرمي شعراء الدولتين الأموية والعباسية، وكانت شهرته في الدولة العباسية أكثر؛ لأنه كان من الجند المرتزقة معهم، ومن يخصهم، ويخدمهم من أوليائهم، وانقطع إلى الخليفة المهدي في حياة أبيه، وبعده وهو صالح المذهب في شعره ليس من المبرزين الفحول ولا المرذولين، وفي شعره لين وله طبع صالح ، وكان يهوى امرأة من أهل الحيرة يقال لها: هند، وفيها يقول قصيدته المشهورة:
شف المؤمل يوم الحيرة النظر
ليت المؤمل لم يخلق له بصر
ويقال إنه رأى في منامه رجلا أدخل أصبعيه في عينيه ، وقال: هذا ما تمنيت، فأصبح أعمى.

## أخباره
- قال المؤمل: قدمت على الخليفة المهدي وهو بالري، وهو إذ ذاك ولي عهد فامتدحته بأبيات، فأمر لي بعشرين ألف درهم، فكتب بذلك صاحب البريد إلى أبي جعفر المنصور، وهو في بغداد يخبره أن الأمير المهدي أمر لشاعر بعشرين ألف درهم ، فكتب إليه يلومه، ويقول له: إنما ينبغي أن تعطي لشاعر بعد أن يقيم ببابك سنة أربعة آلاف درهم ، وكتب إلى كاتب المهدي أن يوجه إليه بالشاعر، فطلب، ولم يقدر عليه، وكتب إلى أبي جعفر أنه قد يوجه إلى مدينة السلام، فأجلس قائدا من قوداه على جسر النهروان، وأمره أن يتصفح الناس رجلا رجلا، فجعل لا يمر به قافلة إلا تصفح من فيها حتى مرت به القافلة التي فيها المؤمل فتصفحهم فلما سأله من أنت، قال: أنا المؤمل بن أميل المحاربي الشاعر، أحد زوار الأمير المهدي، فقال: إياك طلبت ، قال المؤمل: فكاد قلبي ينصدع خوفا من أبي جعفر، فقبض علي وأسلمني إلى وزيره الربيع، فأدخلني إلى أبي جعفر وقال له: هذا الشاعر الذي أخذ من المهدي عشرين آلفا، قد ظفرنا به فقال: أدخلوه إلي ، فأدخلت إليه ، فسلمت تسليم فزع مروع، فرد السلام وقال: ليس لك ها هنا إلا خير، أنت المؤمل بن أميل قلت: نعم اصلح الله أمير المؤمنين أنا المؤمل بن أميل، قال: أتيت غلاما غرا كريما فخدعته فانخدع، قلت: نعم أصلح الله الأمير أتيت غلاما غرا كريما فخدعته فانخدع ، قال: فكأن ذلك أعجبه، فقال: أنشدني ما قلت فيه فأنشدته:

هو المهديّ إلاّ أنّ فيه
مشابه صورة القمر المنير
تشابه ذا وذا فهما إذا ما
أنارا يشكلان على البصير
فهذا في الضياء سراج عدلٍ
وهذا في الظلام سراج نور
ولكن فضّل الرحمن هذا
على ذا بالمنابر والسرير
وبالملك العزيز فذا أميرٌ
وما ذا بالأمير ولا الوزير
فقال والله لقد أحسنت ولكن هذا لا يساوي عشرين ألف درهم ، فأين المال ؟ قلت: هو هذا قال: يا ربيع امض معه فأعطه أربعة آلاف درهم، وخذ الباقي ، قال المؤمل: فخرج معي الربيع وحط ثقلي ووزن لي من المال أربعة آلاف درهم، وأخذ الباقي ، فلما ولي المهدي الخلافة ولي ابن ثوبان المظالم ، فكان يجلس للناس بالرصافة ، فإذا ملأ كساءه رقاعا رفعها إلى المهدي، فرفعت إليه رقعة، فلما دخل بها ابن ثوبان جعل المهدي ينظر في الرقاع حتى إذا وصل إلى رقعتي ضحك فقال له ابن ثوبان: أصلح الله أمير المؤمنين ما رأيتك ضحكت من شيء من هذه الرقاع إلا الرقعة، فقال: هذه رقعة أعرف سببها ردوا إليه عشرين ألف درهم ، فردوها إلي، وانصرفت .
- قال محمد الطائي قال: حدثني أبي قال: رأيت المؤمل شيخاً مصفراً نحيفاً أعمى، فقلت له: لقد صدقت في قولك:

وقد زعموا لي أنها نذرت دمي
ومالي بحمد الله لحـم ولا دم
فقال: نعم – فديتك – وما كنت أقول إلا حقاً .
- قال علي بن الحسن الشيباني: رأيت المؤمل في منامه قائلا يقول: أنت المتألي على الله ألا يعذب المحبين حيث تقول:

يكفي المحبين في الدنيا عذابهم
والله لا عذبتهم بعدها سقـر
فقال له: نعم، فقال: كذبت يا عدو الله، ثم أدخل إصبعيه في عينيه وقال له: أنت القائل:
شف المؤمل يوم الحيرة النظر
ليت المؤمل لم يخلق له بصر
هذا ما تمنيت، فانتبه فزعاً، فإذا هو قد عمي .
- قال مصعب الزبيري قال: أنشد المهدي قول المؤمل:

قتلت شاعر هذا الحي من مضر
والله يعلم ما ترضى بذا مضر
فضحك، وقال: لو علمنا أنها فعلت ما رضينا، ولغضبنا له وأنكرنا .

## وفاته
توفي عام 190 هـ شيخا كبيرا وقد أصيب بالعمى وكانت وفاته في خلافة هارون الرشيد .

## المرجع
- الأعلام للزركلي
- الاغاني (كتاب)
- خزانة الأدب (كتاب) - المؤلف: عبد القادر البغدادي